# Arenalejos
Arenalejos es un barrio ubicado en el municipio de Arecibo en el estado libre asociado de Puerto Rico. En el Censo de 2010 tenía una población de 3064 habitantes y una densidad poblacional de 466,86 personas por km².

## Geografía
Arenalejos se encuentra ubicado en las coordenadas 18°25′36″N 66°40′10″O / 18.42667, -66.66944. Según la Oficina del Censo de los Estados Unidos, Arenalejos tiene una superficie total de 6.56 km², que corresponden a tierra firme.

## Demografía
Según el censo de 2010, había 3064 personas residiendo en Arenalejos. La densidad de población era de 466,86 hab./km². De los 3064 habitantes, Arenalejos estaba compuesto por el 85.02% blancos, el 7.54% eran afroamericanos, el 0.26% eran amerindios, el 5.91% eran de otras razas y el 1.27% pertenecían a dos o más razas. Del total de la población el 99.58% eran hispanos o latinos de cualquier raza.